# 法比安·舍爾
法比安·盧卡斯·舍爾（德語：Fabian Lukas Schär，發音：[faˈbi̯aːn ˈʃɛːr]；1991年12月20日—）是瑞士的一位足球運動員。在場上司職中後衛。他現在效力於英超球隊紐卡素。他曾代表瑞士U23國家足球隊參加2012年的倫敦奧運會，現在也代表瑞士國家足球隊參加比賽。
2019年6月，舍尔在2019年欧洲国家联赛决赛中对阵葡萄牙的半决赛和对阵英格兰的季军争夺赛中出场比赛。 2021年，舍尔入选了欧洲杯2020的瑞士国家队阵容。 2022年11月，他被选入卡塔尔举行的2022年世界杯瑞士国家队阵容。2024年6月7日，舍尔入选了瑞士国家队参加欧洲杯2024的名单。
2024年8月26日，舍尔宣布从国家队退役。

## 榮譽
巴塞爾
- 瑞士足球超級聯賽冠軍 : 2012–13，2013–14, 2014–15[13]

紐卡素足球會
- 英格兰联赛盃冠军：2024–25[14]